# Gnophothrips fuscus
Gnophothrips fuscus är en insektsart som först beskrevs av Gary Scott Morgan 1913.  Gnophothrips fuscus ingår i släktet Gnophothrips och familjen rörtripsar. Inga underarter finns listade i Catalogue of Life.